# 사쿠라노 아야네
사쿠라노 아야네 (桜乃彩音, 1983년 7월 11일~ ) 은 다카라즈카 가극단 하나구미의 주연 여역 출신 배우이다. 오카야마현 쓰야마시 출신.

## 약력
- 중학교 2학년 때에 주조 공연 「엘리자베트」를 관극하고서, 고등학교 입학후 수시를 결의했다고 한다. 고등학교에선 합창부에 배속되어 있었다.

- 2000년, 다카라즈카 음악학교 입단. 제 88기생. 2002년, 다카라즈카 가극단 입단. 「프라하의 봄」으로 초무대. 동기에는 아사카 마나토, 쿠레나이 유즈루, 히사키 세아라, 하나카게 아리스, 하스미 유우야 등이 있다.

- 2003년에 한큐전철의 초빙 포스터의 모델을 맡고, 바우홀 공연 「두도시 이야기」의 히로인 루시역에 발탁. 2005년 「마라케쉬·붉은 묘지」 신인공연으로 천 히로인을 연기, 호평을 받음. 착실한 여역 스타로써의 길을 걷는다. 동년 12월, 차기 하나구미 주연 여역에 내정되어, 익년 3월부터 하루노 스미레의 상대역을 맡는다. 2008년에는, 신하나구미 주연 남역·마토부 세이의 상대역으로 취임. 중일극장공연 「멜랑꼴릭 지골로」「러브 심포니 II」로 콤비가 됨.